# Pucok Alue Dua
Pucok Alue Dua is een bestuurslaag in het regentschap Aceh Timur van de provincie Atjeh, Indonesië. Pucok Alue Dua telt 1184 inwoners (volkstelling 2010).